# Oberplank
Oberplank ist ein Ort und eine Katastralgemeinde der Marktgemeinde Schönberg am Kamp im Bezirk Krems-Land in Niederösterreich.

## Geografie
Der Ort liegt im Kamptal am rechten Flussufer gegenüber von Plank am Kamp zwischen Gars am Kamp und Schönberg am Kamp. Die Seehöhe in der Ortsmitte beträgt 247 Meter. Die Fläche der Katastralgemeinde umfasst 3,28 km². Die Einwohnerzahl beläuft sich auf 52 Einwohner (Stand 1. Jänner 2024).

## Postleitzahl
In der Marktgemeinde Schönberg am Kamp finden mehrere Postleitzahlen Verwendung. Oberplank hat die Postleitzahl 3564.

## Bevölkerungsentwicklung
| Jahr      | 1830 | 1846 | 1869 | 1951 | 1961 | 1981 | 1991 | 2001 |
| --------- | ---- | ---- | ---- | ---- | ---- | ---- | ---- | ---- |
| Einwohner | 202  | 141  | 159  | 136  | 90   | 64   | 59   | 44   |

## Geschichte
Eine im benachbarten Plank am Kamp freigelegte Kreisgrabenanlage belegt die Besiedlung des Ortes bereits für die Jungsteinzeit. Im Mittelalter wurde der Ort erstmals 1113 als Gutshof Blaeunikke in einer Schenkungsurkunde Markgraf Leopold III. von Österreich, des Heiligen, an das Stift Melk erwähnt. Um 1130 sitzt ein Rittergeschlecht Plauniche in Plank am Kamp (damals Unterplank) und Oberplank. Ihr befestigter Edelsitz befand sich in Oberplank. Die Kapelle St. Magdalena und das Anwesen Oberplank Hausnummer 5 dürften wohl Teil der Burganlage gewesen sein. Ab dem 14. Jahrhundert waren die Grafen von Puchberg Grundherren.
Mit der Inbetriebnahme der Kamptalbahn entwickelte sich Oberplank zu einer kleinen Sommerfrische mit einigen Sommerfrische-Villen. Nach 1945 konnte der Ort nicht mehr an die Tradition der Sommerfrische anschließen. Veränderte Reisegewohnheiten, aber auch der Bau der Kamptal-Stauseen, der zu einem starken Temperaturrückgang des von zahlreichen Badeanstalten gesäumten Kamps führte, entzogen dem Tourismus im Kamptal seine wichtigsten Grundlagen. Seit der Gemeindezusammenlegung 1972 ist Oberplank ein Ortsteil der Großgemeinde Schönberg am Kamp.

## Kultur und Sehenswürdigkeiten

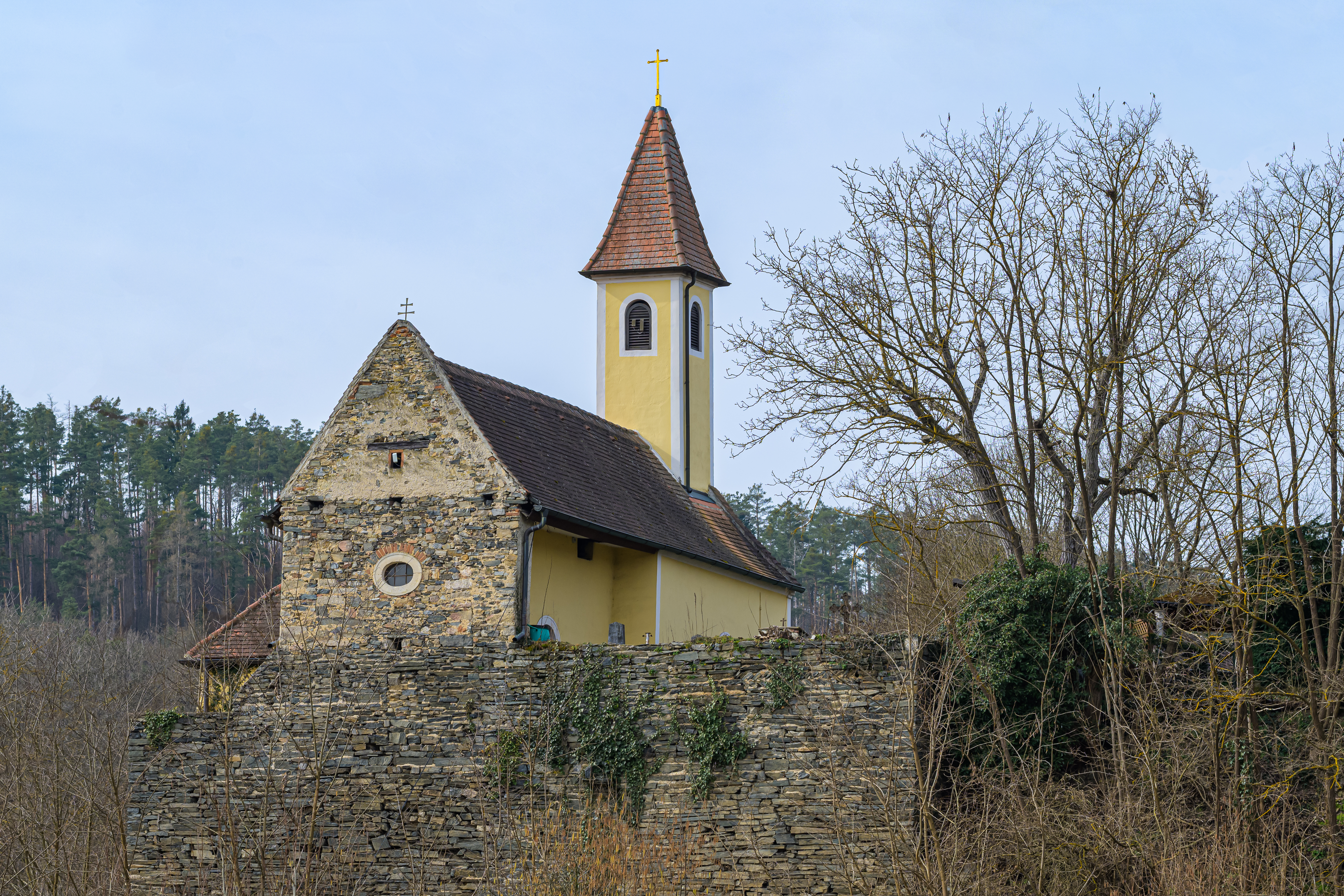
Blick auf die Kapelle in Oberplank

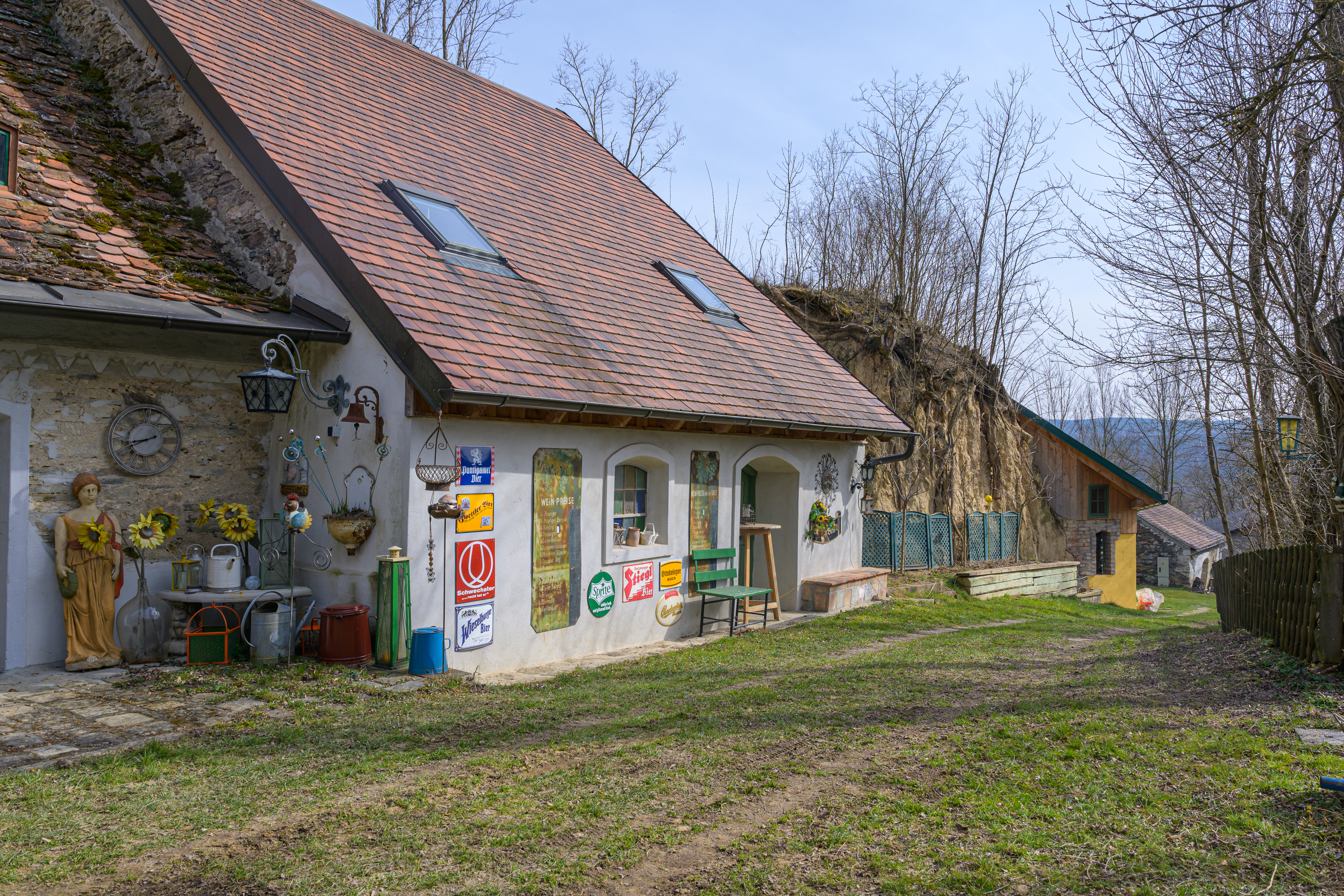
Kellergasse in der Lehmgrube

Die Filialkirche St. Magdalena ist eine auf einem exponierten Felsvorsprung stehende kleine Kirche mit gotischem Kern. Sie war Teil einer Burganlage aus dem 12. Jahrhundert. Im Inneren ist ein Ölgemälde der Hl. Maria Magdalena bemerkenswert, die von einem österreichischen Meister im Stil Correccios gemalt wurde.

## Wirtschaft und Infrastruktur

### Verkehr
Oberplank ist durch eine Straßenbrücke an die Kamptalstraße (B34) angebunden. Der Ort liegt nahe der Kamptalbahn. Der nächstgelegene Bahnhof der ÖBB ist Plank/Kamp.

## Bedeutende in Oberplank geborene oder hier wirkende Menschen
- Trude Marzik (1923–2016), österreichische Erzählerin und Lyrikerin, langjähriger Sommerfrischegast im Ortsteil Oberplank, dem sie mit dem autobiographischen Werk Geliebte Sommerfrische ein literarisches Denkmal setzte.[6]